# وارازتیروتس باگراتونی
وارازتیروتس باگراتونی (به ارمنی: Վարազտիրոց Բագրատունի) (حوالی ۵۹۰–۶۴۵) یک ناخارار ارمنی از دودمان باگراتونی، پسر سمبات باگراتونی بود. او که مرزبان ارمنستان در حوالی سال ۶۲۸ بود، کمی بعد به امپراتوری بیزانس گریخت و به علت مشارکتش در توطئه‌ای علیه هراکلیوس، برای چندین سال به آفریقا تبعید شد. در بازگشتش از آفریقا در حوالی سال ۶۴۵ یا ۶۴۶، curopalates و شاهزاده سرپرست ارمنستان نام گرفت، اما پیش از اینکه رسماً منصوب شود از دنیا رفت.